# Manfreda maculata
Manfreda maculata là một loài thực vật có hoa trong họ Măng tây. Loài này được (Mart.) Rose mô tả khoa học đầu tiên năm 1903.